# The Meanest of Times
Albums de Dropkick Murphys
The Warrior's Code Going Out in Style
The Meanest of Times est le sixième album du groupe Dropkick Murphys. Il fut réalisé le 18 septembre 2007 sous leur nouveau label Born & Bred Records, une division de Warner Music, ce qui en fait leur premier album sous un label majeur, puisque leur précédent album été réalisé sous des labels indépendants.
La photo de l'album fut prise à l'école Saint Brendan à Dorchester dans le Massachusetts, proche de Quincy d'où le groupe est issu. Des enfants locaux posèrent pour la photo pour faire croire qu'elle avait été prise dans une ancienne école irlandaise.
La première chanson de l'album (F)lannigan's Ball fut diffusée pour la première fois sur le Myspace du groupe, en août 2007. La version de l'album est différente de celle sur le Myspace, car sur l'album la chanson est chantée par Al Barr et Ken Casey et non par Ronnie Drew et Spider Stacy.
L'album débuta à la vingtième place des charts américains, 28 000 copies ayant été vendues dès la première semaine.

## Versions alternatives
De multiples versions de l'album furent produites, avec les quinze chansons originales mais avec différents bonus à la fin. La version européenne contient la reprise de Thin Lizzy Jailbreak. Une version vinyle de l'album comprend la chanson Promise Land et la reprise de The Who Baba O'Riley.

## Titres
Toutes les chansons sont écrites et composées par Dropkick Murphys excepté celles notées. 
1. Famous for nothing – 2 min 47 s
2. God willing – 3 min 16 s
3. The State of Massachusetts – 3 min 52 s
4. Tomorrow's industry – 2 min 19 s
5. Echoes on "A." street – 3 min 17 s
6. Vices and virtues – 2 min 11 s
7. Surrender – 3 min 15 s
8. (F)lannigan's Ball (Traditional, Dropkick Murphys) – 3 min 39 s
9. I'll begin again – 2 min 38 s
10. Fairmount Hill (Traditional, Dropkick Murphys) – 3 min 58 s
11. Loyal to no one – 2 min 25 s
12. Shattered – 2 min 47 s
13. Rude awakenings – 3 min 23 s
14. Johnny, I Hardly Knew Ya (Traditional, Dropkick Murphys) – 3 min 54 s
15. Never forget – 2 min 51 s

## Composition du groupe
- Al Barr : chant
- Marc Orrell : guitare, accordéon, chant
- James Lynch : guitare, chant
- Ken Casey : basse, chant
- Matt Kelly : batterie, chant, bodhrán (tambour irlandais traditionnel)
- Scruffy Wallace : cornemuse
- Tim Brennan : mandoline, guitare acoustique, flûte de Pan
- Spider Stacy : chant sur (F)lannigan's Ball
- Ronnie Drew : chant sur (F)lannigan's Ball
- Rick Barton : guitare additionnelle sur State of Massachusetts